# Mumă Pădurii
En el folclore rumano, Madre Boscaje en español (en rumano Mumă Pădurii) es una anciana fea y traviesa o loca que vive en el bosque (en el corazón de bosques vírgenes, en una choza/cabaña o en un árbol viejo). Es lo opuesto a las hadas como Xana (Zână en rumano). También es la protectora de los animales y las plantas, elaborando pociones y ayudando a los animales heridos. Ella cura el bosque cuando se está muriendo y mantiene alejados a los intrusos no deseados volviéndolos locos y asustándolos.
Se la puede asociar con las brujas (como la bruja de la historia de "Hansel y Gretel"), pero no es una criatura maléfica sino neutral, que daña sólo a quienes dañan el bosque.

## Etimología
Mumă Pădurii significa literalmente "madre del bosque" o "madre boscaje" (para tener una rima asonante), aunque "mumă" es una versión arcaica de "mamă" (madre), que tiene un tono de cuento de hadas para el lector rumano. Otras palabras, que también suelen aparecer en cuentos populares, tienen este mismo efecto.

## Características
Mumă Pădurii es un espíritu del bosque en el cuerpo de una mujer muy fea y anciana. A veces tiene la habilidad de cambiar de forma. Suele vivir en una casita oscura, terrible y escondida.
Se cree que ataca a los niños y debido a esto se utilizan una gran variedad de hechizos (descântece en rumano) contra ella.
Esta (madrastra) madre del bosque secuestra a niños pequeños y los esclaviza. En una de las historias populares, intenta hervir viva a una niña en un caldero. Sin embargo, el hermano de la niña es más astuto que Mumă Pădurii y empuja a la mujer-monstruo al horno, como en el cuento de Hansel y Gretel. La historia termina con una nota feliz, pues todos los niños son libres de regresar con sus padres.

## En la cultura moderna
En lugar de decir "es fea", los rumanos a veces dicen "Se parece a Mumă Pădurii", como en español "Es más feo que Picio".